# Tvåtandad plattbagge
Tvåtandad plattbagge (Silvanus bidentatus) är en skalbaggsart som först beskrevs av Fabricius 1792.  Tvåtandad plattbagge ingår i släktet Silvanus och familjen smalplattbaggar. Arten är reproducerande i Sverige. Inga underarter finns listade i Catalogue of Life.

## Bildgalleri

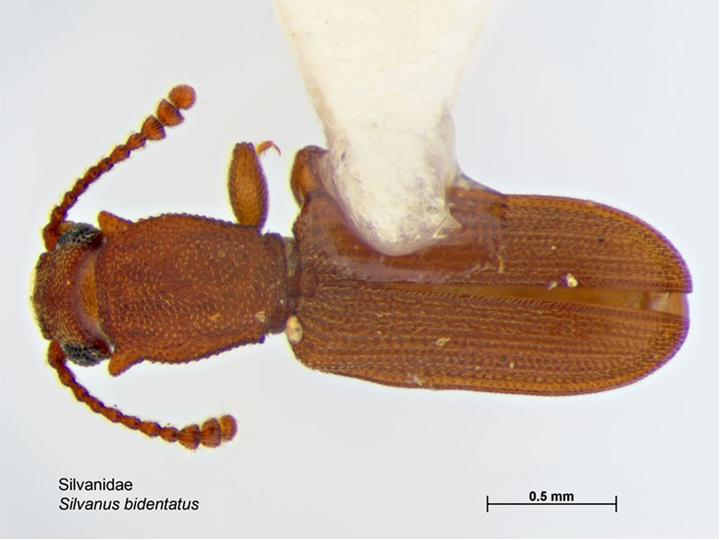